# Helmut Dietl
Helmut Dietl (Bad Wiessee, Baviera, 22 de juny de 1944-Munic, Baviera, 30 de març de 2015) va ser un escriptor i director de cinema alemany; autor del film Schtonk!.

## Trajectòria
Després d'acabar els seus estudis secundaris en 1958, Dietl va estudiar teatre i història de l'art. Ja en l'àmbit professional va ser responsable de fotografia i més tard assistent del director del Teatre de Cambra de Munic. El seu primer èxit va arribar amb la sèrie de televisió Monaco Franze – Der ewige Stenz, per a convertir-se en un destacat director de cinema amb l'ajuda dels guions de Patrick Süskind.
En 1998 va ser membre del jurat del 48è Festival Internacional de Cinema de Berlín.

## Filmografía

### Cinema
| Any  | Títol                                                     | Notes                                                           |
| ---- | --------------------------------------------------------- | --------------------------------------------------------------- |
| 1979 | Der Durchdreher                                           | Una versió curta de Der ganz normale Wahnsinn                   |
| 1992 | Schtonk!                                                  | Nominat per al Oscar a la millor pel·lícula de parla no anglesa |
| 1997 | Rossini – oder die mörderische Frage, wer mit wem schlief |                                                                 |
| 1999 | Late Show                                                 |                                                                 |
| 2005 | Vom Suchen und Finden der Liebe                           |                                                                 |
| 2012 | Zettl                                                     |                                                                 |

### Televisió
| Any  | Títol                                            | Notes |
| ---- | ------------------------------------------------ | ----- |
| 1979 | Der ganz normale Wahnsinn                        |       |
| 1983 | Monaco Franze – Der ewige Stenz                  |       |
| 1986 | Kir Royal – Aus dem Leben eines Klatschreporters |       |

## Premis i distincions
Premis Óscar
| Any  | Categoria                             | Treball nominat | Resultat |
| ---- | ------------------------------------- | --------------- | -------- |
| 1993 | Millor pel·lícula de parla no anglesa | Schtonk!        | Nominat  |

- 1996: Bayerischer Filmpreis, millor director.[4]
- 2013: Deutscher Filmpreis, guardó per la seva trajectòria.[5]
- 2014: Premi Bambi, guardó per la seva trajectòria.[5]